# كاراجينان
الكاراجينان أو كاراجينين أو كاراغين هو أعشاب مستخرجة من الطحالب الحمراء أو الأعشاب البحرية، وتتم معالجته لاستخدامه كمثبت للأغذية وجعلها هلامية وهو يحافظ على سماكة وقل المادة حتى درجة 60 مؤية مما يجعله بديل أفضل للجيلاتين الحيواني. وهو يحمل رمز E407 لتصنيف المواد الغذائية.

## استخدامات الكاراجينان
يستخدم لغرضين رئيسيين:
- الطب التقليدي:

يستخدم في علاج السعال ويعرف بقدرته على تخفيف الألم والتورم وكمُلين للأمعاء ولعلاج القرحة الهضمية.
- المواد المضافة إلى الأغذية:

على الرغم من أنه لا يضيف أي قيمة غذائية أو نكهة، فهو يضيف قواماً وسماكة ويعمل على تبلور المكونات لمجموعة واسعة من الأطعمة ومنتجات الرعاية الصحية مثل وتستخدم الكاراجينان في معظم الحلويات الألبان ( الحلويات، الزبادي، المحلبي،  الخ ) الصناعية إضافة لمعجون الأسنان والشامبو .

## مخاطر الكراجينان
أورد الباحثون والمدافعون عن الصحة والذين يصرون على أنه مادة خطيرة على الجسم، أن له دور في زيادة هذه المشاكل والأثار الجانبية: قرحة الأمعاء. التهاب القولون التقرحي. تسمم الحمل. تشوهات الأجنة أثناء الحمل. سرطان القولون والمستقيم. الحساسية المفرطة تجاه الجلوكوز ومقاومة الأنسولين. حدوث الالتهابات. سرطان الكبد. إضعاف عمل جهاز المناعة. تشير بعض الدراسات أن العديد من الأفراد الذين يعانون من مشاكل في الجهاز الهضمي (مثل الانتفاخ الخفيف الناتج عن متلازمة القولون العصبي أو مرض التهاب الأمعاء الحاد) قد لاحظوا أن هناك تحسن في صحتهم عندما ابتعدوا عن استخدام الأغذية التي تحوي الكاراجينان.
وفي المقابل هناك بعض الدراسات التي توضح أن هذه المادة لا تؤثر بشكل كبير على الجسم وليس لديها آثار سامة. تقول بعض الدراسات أن الآثار الجانبية الوحيدة المتعلقة باستهلاك الكاراجينان حالات قد تصل إلى 5% من الإسهال، وهو أمر شائع عند استهلاك الألياف غير قابلة للهضم. قيل أن استهلاكه لم يرتبط بالسرطان والأورام، والسمية الجينية أو العيوب الإنجابية. كما تبين بعض الدراسات أيضا أن الكاراجينان في حليب الأطفال آمن ولا يسبب مشاكل.